# ماری فورلئو
ماری فورلئو (به انگلیسی: Marie Forleo) (زادهٔ ۱۹۷۵ در نیوجرسی آمریکا) نویسنده، مربی زندگی و سخران انگیزشی آمریکایی است. او مالک مدرسه بین‌المللی ماری فورلئو و شبکه تلیویزونی اینترنتی ماری تی وی است.

## زندگی و تحصیلات
فورلئو در نیوجرسی متولد و در دانشگاه سیتون هال با مدرک بازرگانی مالی فارغ التحصیل شد.

## فعالیت های شغلی
پس از فارغ اتحصیلی از دانشگاه او به عنوان دستیار در بورس اوراق بهادار نیویورک مشغول به کار شد. او سپس این شغل را برای کار در مجله گورمت ترک کرد.
در سال ۲۰۰۱ خبرنامه ای تاسیس و فالورهای خود راتحت آموزش قرار داد. گفتنی است او به عنوان نخستین رقصنده ورزشکار برجسته شرکت نایکی در سال ۲۰۰۵ معرفی شد.

## از سال ۲۰۰۸ تا کنون
در سال ۲۰۰۸ فورلئو نخستین کتاب خود تحت عنوان مرد ایده‌آل خود را بیابید را منتشر کرد. این کتاب به ۱۶ زبان دنیا از جمله فارسی منتشر شد. او در همین سال مدرسه بین‌المللی ماریو فورلئو در زمینه تجارت را راه اندازی کرد.
تمرکز این موسسه در کسب و کارهای کوچک و آموزش های تخصصی کارآفرینی قرار دارد. در سال ۲۰۱۱ ریچارد برانسون از فورلئو جهت شرکت در همایش کارآفرینان جوان دعوت کرد. در همان سال فورلئو شبکه ماری تی وی که یک شبکه تلویزونی اینترنتی است راه اندازی کرد.
او در کنفرانس زندگی زیباست سال ۲۰۱۴ سخرانی داشت.
اپرا وینفری ، فورلئو را رهبری برای نسل بعد معرفی کرده است. همچنین مجله معتبر فوربز وبسایت او را جزو ۱۰۰ وب سایت برتر از نظر کارآفرینی قرار داده است. 